# Аїмково
Аї́мково (рос. Аимково, марій. Аимке) — присілок у складі Марі-Турецького району Марій Ел, Росія. Входить до складу Марі-Турецького міського поселення.

## Населення
Населення — 152 особи (2010; 172 у 2002).
Національний склад (станом на 2002 рік):
- марійці — 99 %